# Le Tronc, S.V.P. !
Le Tronc, s.v.p. ! (The Hellcat) est un roman policier de l’écrivain australien Carter Brown publié en 1962 en Australie et aux États-Unis. Le livre paraît en France en 1963 dans la Série noire. La traduction, prétendument "de l'américain", est signée France-Marie Watkins.
C'est une des nombreuses aventures du lieutenant Al Wheeler, bras droit du shérif Lavers dans la ville californienne fictive de Pine City - la quinzième traduite en français aux Éditions Gallimard. Le héros est aussi le narrateur.

## Résumé
Sur son lit de mort, la vieille Emily Carlew se confesse : elle a menti, cinq ans plus tôt, à la demande de son maître Eli Sumner, quand elle a affirmé ne pas reconnaître la tête dont la police lui présentait la photo. Une tête toujours conservée dans un bocal de formol à la morgue de Pine-City, mais dont on n'a jamais retrouvé le corps. Depuis, le vieil Eli Sumner est mort, mais sa fille, son fils et sa belle-fille sont toujours à Sunrise Valley, cette vallée perdue qu'ils possèdent presque entièrement. Ils prétendent que la vieille Emily n'avait plus toute sa tête. Mais Al Wheeler reçoit la visite de deux tueurs, dont l'un affirme que la tête est celle de son frère Tino. Que s'est-il passé cinq ans plus tôt à Sunrise Valley ? Qui a décapité Tino Martinelli ? Et comment mettre à l'ombre les deux tueurs - contre lesquels la police n'a jamais pu rassembler de preuves - avant qu'ils aient massacré toute la famille Sumner ?

## Personnages
- Al Wheeler, lieutenant enquêteur au bureau du shérif de Pine City.
- Le shérif Lavers.
- Annabelle Jackson, secrétaire du shérif.
- Charlie Katz, responsable de la morgue.
- Mac, technicien du labo de la Brigade Criminelle.
- Crispin Sumner, fils d'Eli, propriétaire à Sunrise Valley.
- Charity Sumner, sa sœur.
- Jessica Sumner, épouse de Crispin.
- Barnaby Sumner, frère de Crispin et Charity.
- Gabriele Martinelli, ancien protégé de Lucky Luciano.
- Georgie, sa maîtresse.
- Edward Duprez, la "Terreur rampante".
- Hank Williams, commerçant à Sunrise Valley.

## Édition
- Série noire no 777, 1963,  (ISBN 2070477770). Réédition : Carré noir no 216 (1975),  (ISBN 2070432165).